# Sandro Baldoni
Sandro Baldoni (Assisi, 12 dicembre 1954) è un regista, sceneggiatore e pubblicitario italiano.

## Biografia
Già giornalista per Il manifesto, L'Espresso, Cuore e Il Male, come copywriter lavora prima in varie agenzie internazionali, poi nel 1984 apre a Milano la filiale italiana della francese Feldman Calleux et Associés - meglio nota come l'agenzia FCA/SBP - con l'art director Lele Panzeri e l'account Fabrizio Sabbatini, una delle agenzie di pubblicità più creative degli anni '80 e '90, che gli consentono di ottenere prestigiosi riconoscimenti, divenendo l'autore di spot pubblicitari di notevole efficacia espressiva (fra gli altri premi, vince il Leone d'argento al Festival Internazionale del Film Pubblicitario di Cannes e il Clio Award all'Advertising Film Festival di New York).
Esordisce dietro la macchina da presa, nel 1980, come assistente ("non accreditato") alla regia di Dino Risi. Insieme a Johnny Dell'Orto, fonda la casa di produzione Pasodoble (1993). Debutta sul grande schermo nel 1994 con Strane storie - Racconti di fine secolo, vincitore del Ciak d'oro per la miglior regia e il Nastro d'argento dei critici cinematografici, arrivando anche finalista alla premiazione dei David di Donatello.
Nel 1996 l'agenzia FCA, a causa di fusioni internazionali, viene definitivamente sciolta.
Nel 1998 il suo secondo film Consigli per gli acquisti arriva come finalista alle premiazioni dei Nastro d'argento nelle categorie: migliore regia, migliore soggetto, migliore fotografia.
Dopo un po’ di tempo in cui si occupa maggiormente di teatro, nel 2008 esce il suo terzo film Italian Dream.
Nel 2017 scrive e dirige il documentario La botta grossa in cui raccoglie, lungo i mesi successivi all'evento, le testimonianze dei terremotati umbri e marchigiani.

## Vita privata
- È fratello di Enzo Baldoni, giornalista freelance ucciso nel 2004 in Iraq dalle Armate Islamiche.

### Filmografia
- Strane storie - Racconti di fine secolo (1994)
- Consigli per gli acquisti (1998)
- Italian Dream (2008)
- La botta grossa (2017) - documentario